# Списак сликара/Џ
| Сликари: A Б В Г Д Ђ Е Ж З И Ј К Л Љ М Н Њ О П Р С Т Ћ У Ф Х Ц Ч Џ Ш |

## Џ
Душан Џамоња (рођен 1928), српски вајар
Доналд Џад (1928—1994), амерички минималиста
Халил Џибран (1883—1931), либански песник и сликар
Огастус Џон (1878—1961), енглески уметник
Гвен Џон (1876—1939), енглеска уметница
Џаспер Џонс (рођен 1930), амерички сликар
Ален Џонс (рођен 1937), енглески скулптор
Сарџент Џонсон (1888—1967), амерички сликар
Лоис Мејло Џонс (1905—1998), афро-америчка сликарка
Јенс Џуел (1745—1802), дански сликар
| Сликари: A Б В Г Д Ђ Е Ж З И Ј К Л Љ М Н Њ О П Р С Т Ћ У Ф Х Ц Ч Џ Ш |